# Championnat de Pologne féminin de football 2022-2023
Navigation
Édition précédente Édition suivante
Le championnat de Pologne féminin de football 2022-2023 est la 44e édition de la première division de football féminin en Pologne. 
Le championnat commence le 13 août 2022 et se termine le 28 mai 2023, les équipes s'affrontent deux fois (2 fois 11 matchs).
Le UKS SMS Łódź est le champion en titre.

## Compétition
| Rang | Équipe                   | Pts | J  | G  | N | P  | Bp | Bc | Diff |
| ---- | ------------------------ | --- | -- | -- | - | -- | -- | -- | ---- |
| 1    | GKS Katowice             | 55  | 22 | 18 | 1 | 3  | 48 | 17 | +31  |
| 2    | Górnik Łęczna            | 52  | 22 | 16 | 4 | 2  | 79 | 30 | +49  |
| 3    | UKS SMS Łódź T C         | 52  | 22 | 17 | 1 | 4  | 62 | 24 | +38  |
| 4    | AZS UJ Cracovie          | 40  | 22 | 12 | 4 | 6  | 41 | 31 | +10  |
| 5    | Pogoń Szczecin           | 37  | 22 | 12 | 1 | 9  | 42 | 30 | +12  |
| 6    | Śląsk Wrocław            | 32  | 22 | 10 | 2 | 10 | 46 | 38 | +8   |
| 7    | Czarni Sosnowiec         | 30  | 22 | 8  | 6 | 8  | 36 | 29 | +7   |
| 8    | APLG Gdańsk              | 24  | 22 | 6  | 6 | 10 | 25 | 32 | -7   |
| 9    | Pogoń Tczew P            | 18  | 22 | 5  | 3 | 14 | 29 | 56 | -27  |
| 10   | Medyk Konin              | 15  | 22 | 4  | 3 | 15 | 25 | 49 | -24  |
| 11   | KKP Bydgoszcz            | 13  | 22 | 3  | 4 | 15 | 19 | 54 | -35  |
| 12   | Sportowa Czwórka Radom P | 10  | 22 | 3  | 1 | 18 | 19 | 81 | -62  |

| Légende : Qualifications et relégations | Légende : Qualifications et relégations                                                      |
| --------------------------------------- | -------------------------------------------------------------------------------------------- |
|                                         | Ligue des champions féminine de l'UEFA 2023-2024 (tour de qualification)                     |
|                                         | Relégation en 2e division                                                                    |
|                                         | (T) : Tenant du titre 2021-2022 (C) : Vainqueur de la Coupe de Pologne 2022-2023 (P) : Promu |